# Wilhelm Sinding
Matthias Wilhelm Sinding, född 18 juli 1811 i Fredrikstad, död 11 februari 1860 i Lillehammer, var en norsk bergmästare. Han var far till Otto Sinding.
Sinding blev, privat dimitterad, student 1831 och mineralogisk kandidat 1835. Han blev 1836 konstituerad myntproberare vid myntverket i Kongsberg och erhöll 1838 ett statligt resestipendium av för att under två år i utlandet studera den praktiska bergverksdriften, främst hyttdriften. Efter hemkomsten utnämndes han 1841 till bergmästare i nordanfjällska distriktet och var 1841–1844 tillika konstituerad hyttmästare vid Kongsbergs silververk, vars nya hyttbyggnader uppfördes under hans tillsyn och efter hans anordning. 
Sinding var medlem av den 1851 tillsatta kungliga kommissionen för nedstigning i Kongsbergs silververks gruva och undersökning av dess drift. Han invaldes som ledamot av Det Kongelige Norske Videnskabers Selskab i Trondheim 1845.